# パレ・ド・トーキョー
パレ・ド・トーキョー (Palais de Tokyo) 、正式名称「パレ・ド・トーキョー / 現代創造サイト」(Palais de Tokyo / Site de création contemporaine) は、フランス、パリ16区（セーヌ川右岸）にある美術館。

## 概要
セーヌ川に面した建物全体もパレ・ド・トーキョーと呼ばれる。市が所有する東翼にはパリ市立近代美術館（1961年開館）が入居し、現代美術の展覧会を企画するギャラリー「パレ・ド・トーキョー / 現代創造サイト」は国が所有する西翼に入居する。「パレ・ド・トーキョー / 現代創造サイト」は2002年1月開館。現代美術、コンテンポラリー・アートが中心であり、絵画・彫刻・インスタレーション・デザイン・ファッション・ビデオアート・映画・文学・コンテンポラリー・ダンスなどの展示・上演が行われている。
セーヌ川沿いのケ・ドビリー（Quai Debilly、ドゥビリ河岸）は1918年に第一次世界大戦の同盟国・日本の首都にちなみ「東京通り」(Avenue de Tokio) と改名されたが、これに面して立つことからパレ・ド・トーキョーと呼ばれるようになった（ドゥビリ河岸の名は、付近のドゥビリ橋とドゥビリ港に残る）。東京通りはパリ解放後の1945年2月26日に、第二次世界大戦の敵国となった日本にちなんだ名称から友邦アメリカ合衆国にちなんだ「ニューヨーク通り」(Avenue de New-York) に改名されたが、建物の通称はそのまま残った。1997年5月14日にはセーヌ川やニューヨーク通りと反対側の、プレジダン・ウィルソン通り (Avenue du Président Wilson) に面したパレ・ド・トーキョー前の広場が「東京広場」(Place de Tokyo) に改名されている。

## 歴史

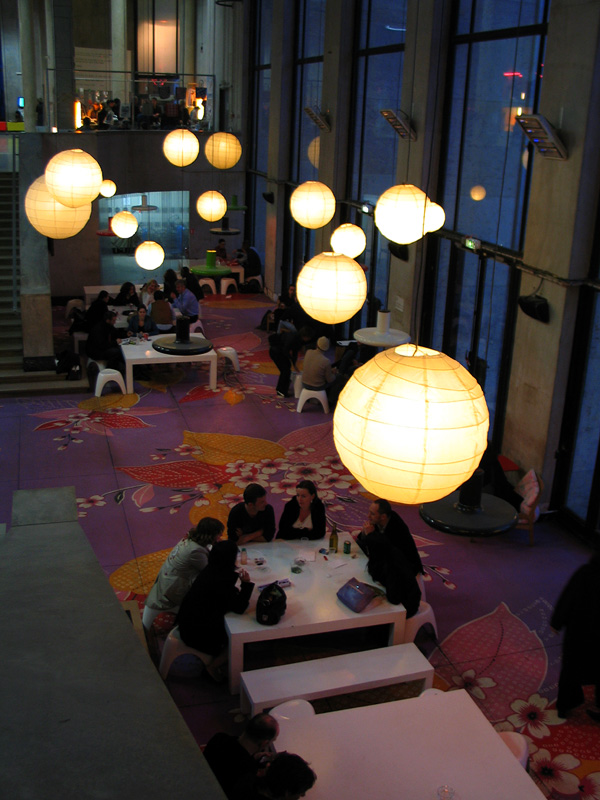
パレ・ド・トーキョーのカフェテリア。台湾のアーティスト、マイケル・リンの内装

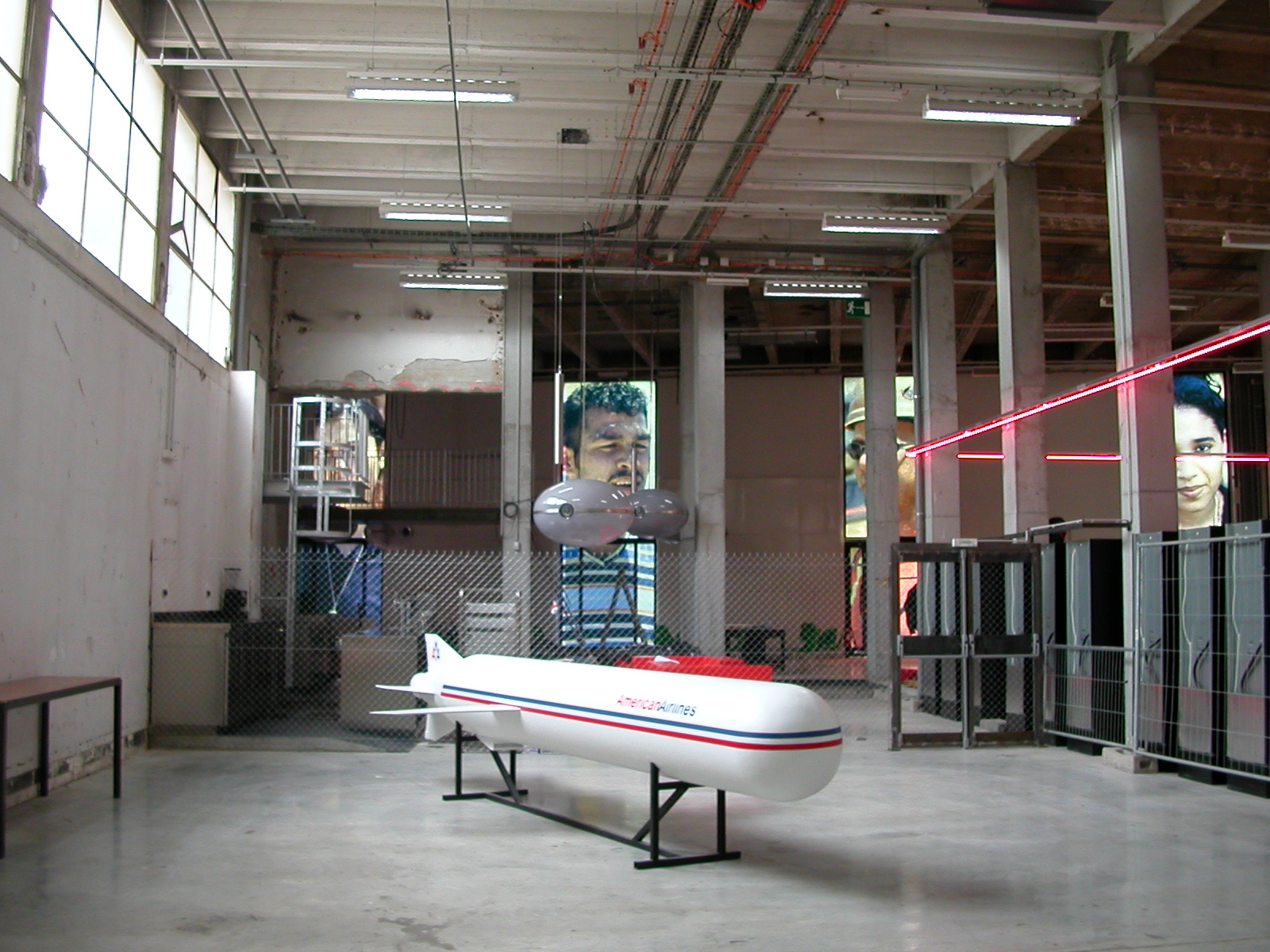
館内のインスタレーション風景。広い天井をもち様々な展示に対応する

この建物の場所にはタペストリーを製造するサボンリー工場 (Manufacture de la Savonnerie) があったが、1826年にゴブラン工場に統合移転し、以後軍用地となっていた。
19世紀以来、同時代美術の展示をしてきたリュクサンブール美術館が1930年代には手狭となり、その後のパリ市政府による近代美術館建設計画が挫折したため、フランス政府が近代美術館の建設に乗り出した。ル・コルビュジエらを退け建築設計競技に勝利したのは、Jean-Claude Dondel、 André Aubert、 Paul Viard、 Marcel Dastugueらのグループで、噴水を中央に二つの棟が対称に並ぶ形状であり、ガラスの天井からは外光が差し込む明るい展示室を備え、有名な彫刻家らによるブロンズ像やレリーフで飾られているが、計画にあった上層階の会議室などは実現しないまま終わった。
パリ万国博覧会に合わせて1937年5月24日、アルベール・ルブラン大統領により「近代美術宮殿」(Palais des Musées d'art moderne) として落成し、万国博会期中はフランス美術の20世紀に至る歴史を概観する展覧会が行われた。1940年からは東翼でパリ市の収蔵品が展示され、1942年から西翼で国立近代美術館が開館した（開館式は戦後の1947年に行われた）。第二次世界大戦中、地下室はユダヤ系市民から没収された資産の倉庫に使われている。

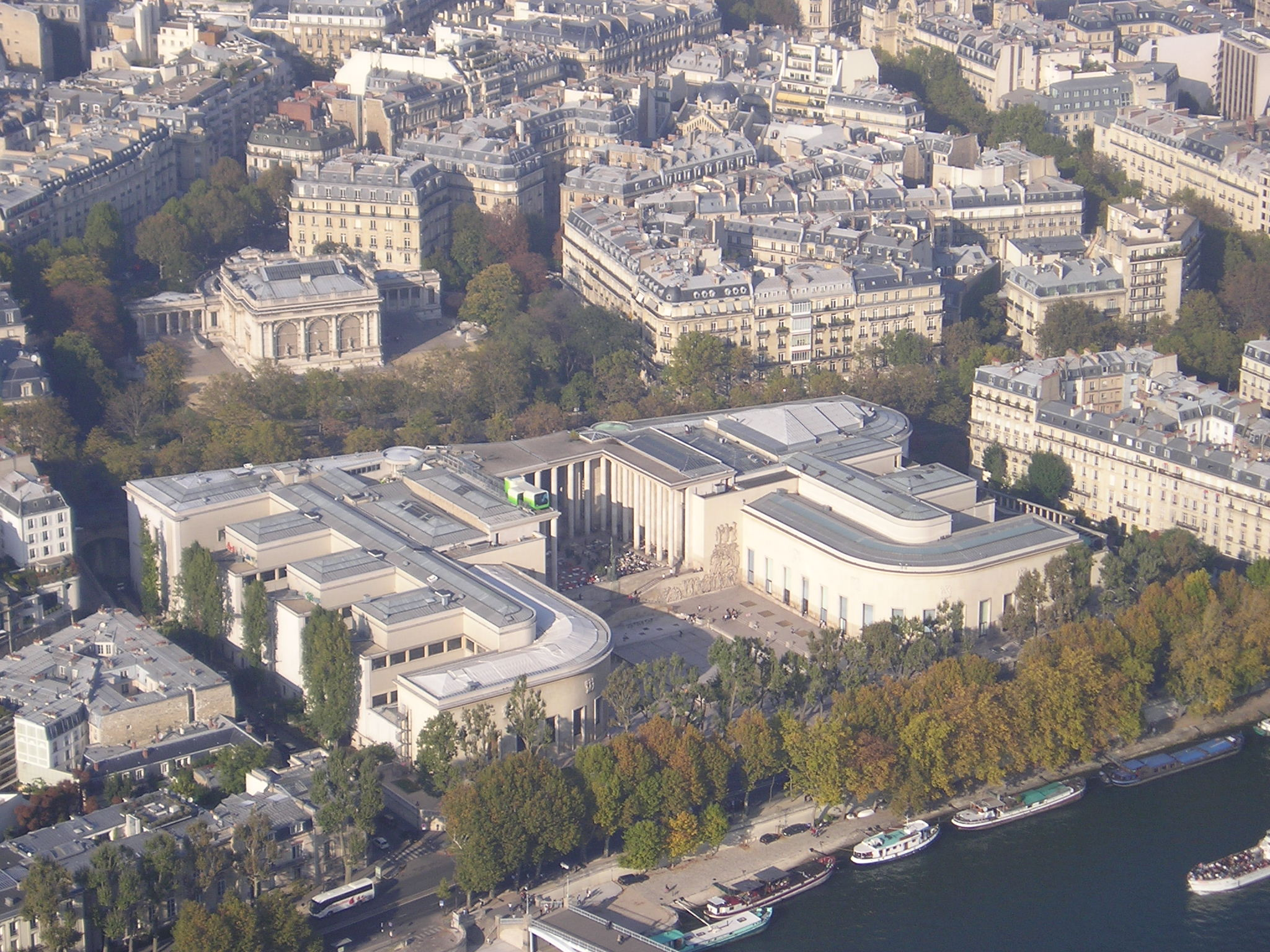
エッフェル塔から見下ろしたパレ・ド・トーキョー。左側（西翼）が「パレ・ド・トーキョー / 現代創造サイト」、右側（東翼）がパリ市立近代美術館

1961年には東翼に、プティ・パレ（パリ市立美術館）からのコレクションも合わせてパリ市立近代美術館が開館したが、1977年にポンピドゥー・センターに国立近代美術館が移転すると西翼は遊休施設となり、臨時の美術展会場として使用された。国立現代美術基金は1991年にラ・デファンスに移転するまでコレクションの展覧会場に使用し、1984年から1993年まではフランス国立写真センターが、1988年から1995年まではLa Fémis（フランス国立映像音響芸術学院）が臨時に入居し、一時はシネマテーク・フランセーズも同居していた。
1999年、文化大臣カトリーヌ・トロットマン (Catherine Trautmann) は、パレ・ドー・トーキョー西翼に、現在進行中のフランスや世界の現代美術シーンを紹介するための現代美術センターを設立することを決定し、2002年1月22日に「パレ・ドー・トーキョー現代美術サイト」が開館した。開館に先立つ1999年には初代ディレクターとして美術評論家・キュレーターのニコラ・ブリオーとジェローム・サンスが起用されており、組織の立ち上げから開館後の展覧会企画までを務めた。
パレ・ドー・トーキョー現代美術サイトは50%を文化省が出資し、その他の資金は寄付、スポンサー、入場料などから集められている。現在は12時から24時まで開館し、複数の展示室で様々な展覧会を開催している。年に20万人以上の観客を集め、パリおよびヨーロッパの先端的な美術の中心となっている。恒久所蔵作品（パーマネント・コレクション）を持たず、「コレクションを持たない現代美術館としてはヨーロッパ最大」と称される。開催されている展覧会はすべて自主企画による。
2012年には、後にプリツカー賞を受賞した建築家のアンヌ・ラカトンとジャン＝フィリップ・ヴァッサルにより大改修と拡張が行われた。